# Новак, Петр (музыкант)
Петр Новак (чеш. Petr Novák; 6 сентября 1945, Прага — 19 августа 1997, Прага) — чешский певец и композитор.

## Биография
Петр Новак родился 6 сентября 1945 года в Праге на Виноградах. Его родители вскоре развелись; собственного отца он никогда не видел. 1948 год его семья перенесла очень трудно, что на всю жизнь предопределило отношение Петра к коммунистическому режиму. В 1962 году за радикальные взгляды его исключили из школы незадолго до сдачи выпускных экзаменов. Впоследствии Петр Новак не получил ни школьного, ни музыкального образования, хотя умел играть на пианино с 6 лет.
Через некоторое время со своими приятелями и соседями по дому — Карелом Слоукой (Karel Slouka), Иво Плицкой (Ivo Plicka) и соло-гитаристом Михалем Бурианом он основывает группу. Короткое время эта группа называла себя «Битлз» (в честь своих кумиров), но вскоре переименовалась в Джордж энд Битовенс. В 1965 году с помощью радиотехника, некоего господина Сламу, они сделали свои первые записи в подвале одного из домов. Тот отнёс их на радио к Иржи Чёрному (популярный дискжокей), который ввёл в радио хит-парад "Качели" песни «Скажи» и «Я буду ходить на цыпочках». Последняя сразу же после первой трансляции обрела популярность и держалась в хит-параде полтора года. Ради этой песни пришлось изменить правила "Качелей", чтобы она имела возможность остаться там на столь длительный срок. В сентябре 1965 года два члена группы были призваны в армию, в результате чего первоначальный ансамбль распался.
Это время Петр использовал для того, чтобы исполнить свою давнюю мечту — стать актёром. Он обратился в DAMU (театральная академия), куда его не приняли, поэтому он стал стажером в передвижном театре «Караван»(«Maringotka»).
В 1966 году группа Фламенго предложила Петру ангажемент, но в скором времени артист покидает коллектив. В 1967 году он реанимирует собственную группу. Её состав пополнили клавишник Мирек Хелцл, гитарист Ярослав Беднарж, а также аранжировщик Иржи Йирачек и Зденек Юрачка. Появившийся в скором времени сингл «Надгробный камень» был удостоен главного приза в анкете журнала "Млады свет" ("Mladý svět") — «Золотой соловей 67» за самое популярное произведение года. В 1968 году ансамбль принимал участие в Первом чешском Бит-Фестивале 
В 1969 году на фестивале «Братиславская Лира» Петр Новак спел песню и объявил минуту молчания в память Яна Палаха. После этого эпизода в его карьере начались сложности. Огромная популярность сделала невозможным запрет его концертной деятельности. Однако, новая, более консервативная администрация, которой не нравилась музыка артиста с её западными влияниями, способствовала тому, что местные и национальные эстрадные заведения не привлекали Новака для выступлений.
В начале 1974 года Петр Новак попал в аварию, возвращаясь с концерта, и ему едва не ампутировали ногу.
В 1975 году Петром Новаком в сотрудничестве с гитаристом Богуславом Яндой (Bohuslav Janda) и певицей Верой Вайсаровой (Vera Wajsarová) была создана рок-опера «Красавица и Чудовище», с которой они выступали на тематических вечерах в клубах.
В 1985 году женится на актрисе Еве Якубковой. В 1987 году супруги формально развелись (Петр не хотел терять квартиру в центре Праги), но продолжали жить в фактическом браке.
В середине 80-х годов серьезно задумывается о конце своей артистической карьеры, но его коллеги не одобряют эту идею. Данную тему затрагивает альбом «Memento» (1990). Последний альбом Петра Новака — «Давние обещания» («Dávné sliby») — выпущен в 1996 году. В рамках его продвижения артист давал концерты вплоть до своей гибели.
Пётр имел несколько пороков. Он был заядлым курильщиком, страдал алкоголизмом и анорексией, часто ломал кости (в конце 80-х годов из-за травмы ноги ему пришлось поставить эндопротез). В конце жизни к его проблемам со здоровьем прибавился обширный тромбоз нижних конечностей. Одно из его последних выступлений состоялось в костёле, где он играл свои самые популярные песни под аккомпанемент гитар и скрипок.
Петр Новак умер 19 августа 1997 года во сне. По официальной версии, он скончался из-за сердечного приступа и полного истощения организма. Однако, свидетельство о смерти говорит о том, что её причиной было отравление неизвестным веществом X-49
Петр Новак был похоронен на Виноградском кладбище в Праге.

## Дискография

### Альбомы
- Kolotoč svět 1970 (1994, 2004)
- Modlitba za lásku 1971 (1998)
- Ve jménu lásky 1972 (1993)
- Kráska a zvíře 1975 (1996)
- Co je to láska 1980 (1997)
- Sladké trápení 1982 (2001)
- Ahoj, tvůj Petr 1983 (2000)
- Zpověď 1985 (2003)
- Memento 1990 (1997)
- Dávné sliby 1996 (2003)

### Синглы
- Já budu chodit po špičkách / Povídej 1967
- Náhrobní kámen 1967
- Klaunova zpověď / Vracím se z flámu / Špinavý ráj chudých / Jsem tak líný 1968
- Až ty a já 1968
- Pokoj č. 26 / Lež bláznivého básníka 1968
- Toreador se nesmí bát / Řekni, proč pláčeš 1969
- Stůj / Dívky z perel 1969
- Den štěstí / Když padají skály 1969
- Zlá chvíle / Uteč dřív, než přijdu k vám 1969
- Bezhlavý rytíř / Jdi dál 1969
- Dětský oči / Já 1970
- Esther / Kde ticho umírá 1970
- Ostrov dětských snů / V říši pohádek 1970
- Mořský racek / Vyrušen ze spaní 1970
- Noční bouře / Happy end 1970
- Jarní den / Zahrada za domem 1971
- Jak čerstvý sníh / Já se vrátím 1971
- Krásná dívka / Nejstarší automobil 1971
- A já tě vítám / Ze všech nejkrásnější 1972
- Dívenka z duhy / Náš dům / Madlén / Kytara 1973
- Každý rok je máj 1975
- A ty víš, že se vrátí / Proč nejdeš ven 1976
- Vlak lásky 1977
- Co je to láska / Všichni jdou za láskou 1978
- Říkáš mi sbohem / Láskou máš žít / Když tě láska opustí / Když máš z lásky závrať 1979
- Proč muže lákají skály / Děvče z krásných začátků 1979
- Klaunova zpověď (новая версия) / Dětský oči (новая версия) 1980
- Holka s bílou halenou 1981
- Sladké trápení / Život můj šel dál 1981
- Mládě / Když se stmívá 1982
- Dej mi čas / Málo jsem tě znal 1983
- Ahoj, čtrnáctiletá / Taxikář 1983
- Chci tě mít / Svítíš 1985
- Jak mi sbohem dát / Svět a Nesvět 1987